# 徐琳

徐琳

徐琳（1922年11月13日—2005年8月9日），云南洱源人，白族，中国少数民族语言学家。毕生从事少数民族语言事业，主要贡献是建立了白语现代语言学和傈僳语现代语言学。她的丈夫是语言学家傅懋绩。

## 生平
徐琳祖籍剑川县乔后（现属洱源县），1922年11月13日生于昆明。1935年考入云南省立昆华女中。1938年放弃学业，入五十八军政治部做抗日宣传工作。1942年，入华中大学中国语言文学系，二年级肆业。1948年转入云南大学文史系。1950年毕业，分配到云南人民广播电台编辑部，任助理编辑兼文教组组长。1951年到中国科学院语言研究所工作。1956年，中国科学院少数民族语言研究所成立，先后任助理研究员、副研究员、研究员，其中1980年6月1981年4月赴日本东京外国语大学亚非语言文化研究所进行学术交流。1987年离休，仍继续参与学术活动，并任中国少数民族古文字研究会名誉理事、中国少数民族语言学会常务理事。2005年8月9日，徐琳病逝，享年82岁。

## 著作
- 中国科学院少数民族语言研究所编. . 北京: 科学出版社. 1959.
- 徐琳, 赵衍荪编著. . 北京: 民族出版社. 1984. CSBN 9049·44.
- 徐琳, 木玉璋, 盖兴之编著. . 北京: 民族出版社. 1986. CSBN 9049·54.
- 中国社会科学院民族研究所主编; 赵衍荪, 徐琳编著. . 成都: 四川民族出版社. 1996. ISBN 7-5409-1743-1.
- 徐琳 主编. . 昆明: 云南民族出版社. 2008. ISBN 978-7-5367-3879-9.